# Caraúbas (Rio Grande do Norte)
Caraúbas é um município brasileiro no interior do estado do Rio Grande do Norte, Região Nordeste do país. Com uma área de 1.094,489 km², está a uma distancia de  296 km de Natal, capital do estado. No ano de 1868 desmembrou-se do município de Apodi.
O Topônimo "Caraúbas" é derivado da existência de uma densa mata povoada por (Ipê Amarelo) (Handroanthus albus) ou “Caraibeira” como é popularmente conhecida na região da caatinga. São árvores de casca amargosa e folhas verdes com flores amarelas, situada na margem direita de um afluente do Rio Apodi. Caraúbas é uma planta da família das Bignoniáceas. Ainda hoje existem diversas caraubeiras na cidade, principalmente nas ruas ao redor da Praça Reinaldo Pimenta e em outros locais da cidade.
A cidade é um dos principais municípios do Oeste Potiguar, fazendo parte da Mesorregião da Chapada do Apodi. Sua população no censo de 2022 é de 19.727 habitantes, segundo o Instituto Brasileiro de Geografia e Estatística (IBGE), sendo então o vigésimo oitavo mais populoso do estado do Rio Grande do Norte, e o quinto na sua região geográfica imediata.

## História
O Capitão Leandro Bezerra Cavalcante, veio de Pernambuco, com a finalidade de fixar residência em no município atendendo um convite do tenente-General Francisco de Souza Falcão, entre 1760 e 1770, e lá instalou uma fazenda de gado.
Em 1791, uma grande seca ameaçou exterminar o gado da região. Leandro da Cunha, devoto de São Sebastião, prometeu construir uma capela para o santo se surgisse água franca para a manutenção de sua fazenda. Cavando então um poço perto do riacho a água jorrou em abundância e nunca mais secou. A partir desse momento o poço passou a ser chamado de Poço de São Sebastião.
Construída a capela, as romarias e as festas religiosas realizadas atraíam para o local grande número de fiéis, que vinham até mesmo dos mais distantes sertões e, como a fazenda de Leandro não tinha nome, todos diziam que estavam indo para as “Caraúbas”.
O distrito de Caraúbas foi criado pela Lei n°250, de 23 de Março de 1852 e elevado à freguesia pela Lei n°408, de 1 de Setembro de 1858. Em 5 de Março de 1868, através da Lei n°601, Caraúbas desmembrou-se de Apodi e tornou-se município do Rio Grande do Norte.
O primeiro nome dado a Caraúbas foi Várzea das Caraúbas; depois os índios Payacus chamaram Carahu-mba (fruta da casaca negra) – nome de uma árvore na linguagem indígena (tupy Guarany); logo após os tropeiros chamaram-na de Caraúbas, nome que passou ao Município e posteriormente à cidade.
| “ | As margens de um afluente do Rio Mossoró, eram tantas as Caraúbas que davam sobra e ostentava um cerne gigantesco que os viajantes, nas suas jornadas, marcavam sempre um ponto de descanso na várzea das Caraúbas, nome que passou a município e à cidade que hoje se ergue, com seu casario regular e bem tratado, no meio de extensos tabuleiros. | ” |

Com o crescimento da povoação foi criado o Distrito de Paz de Caraúbas no dia 23 de Março de 1852, pela Lei Provincial nº. 250, sendo instalado um Juizado de Paz, depois é que passou a Município e, mais tarde, a Cidade foi chamada de Caraúbas.

## Política

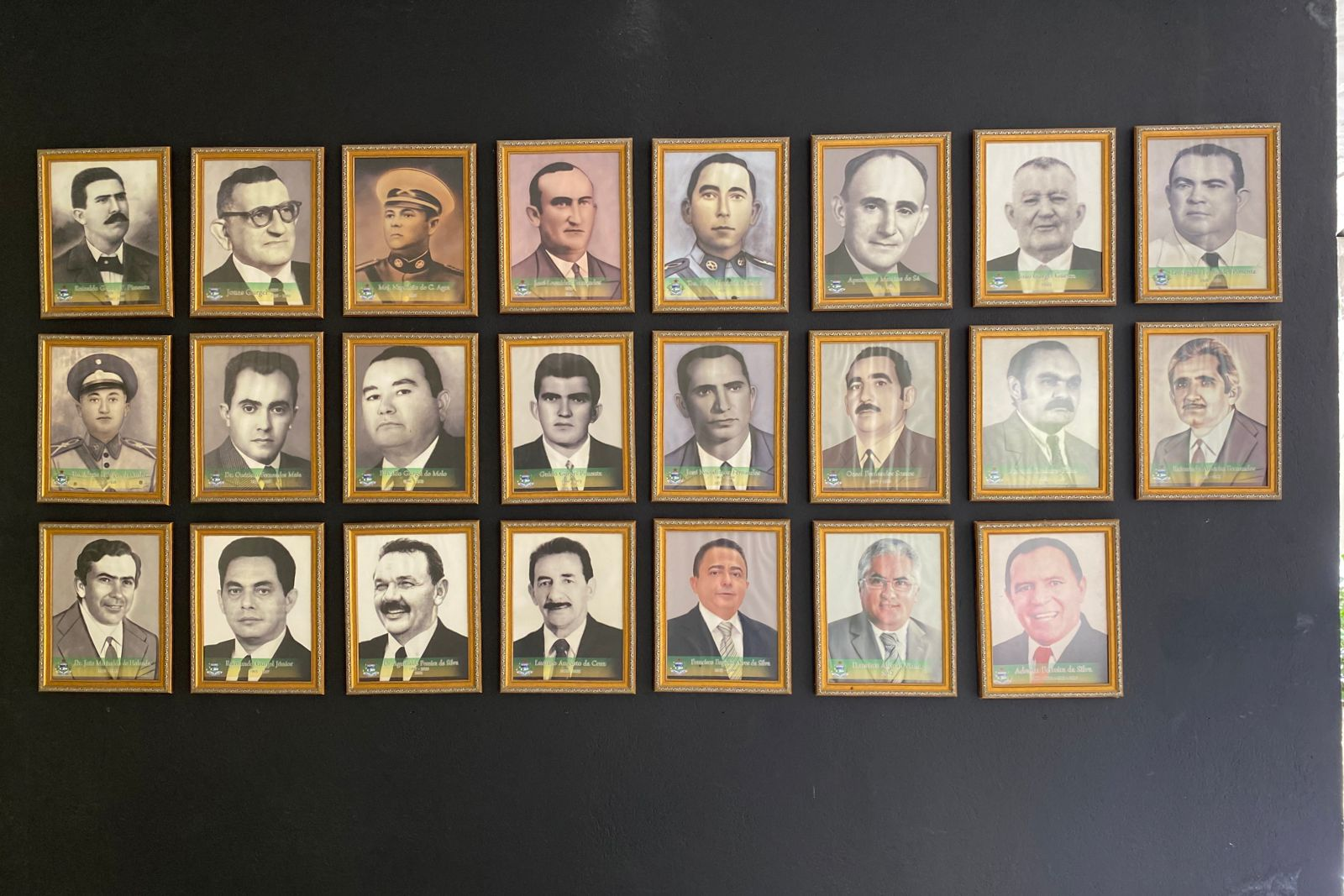
Mural com ex-prefeitos do município (Na sede do poder executivo).

O poder executivo de Caraubense é formado pelo prefeito (a), e por seus  secretários municipais seguindo o modelo proposto pela Constituição Federal. O poder legislativo  do município é formado por onze vereadores eleitos constitucionalmente pela população. A sede do poder executivo Caraubense encontra-se nas dependências do Palácio Jonas Gurgel, localizado na praça Reinaldo Pimenta, centro da Cidade. Já a casa legislativa fica situada na praça São Sebastião, Centro. 
Lista de prefeitos de Caraúbas (Rio Grande do Norte)

## Geografia

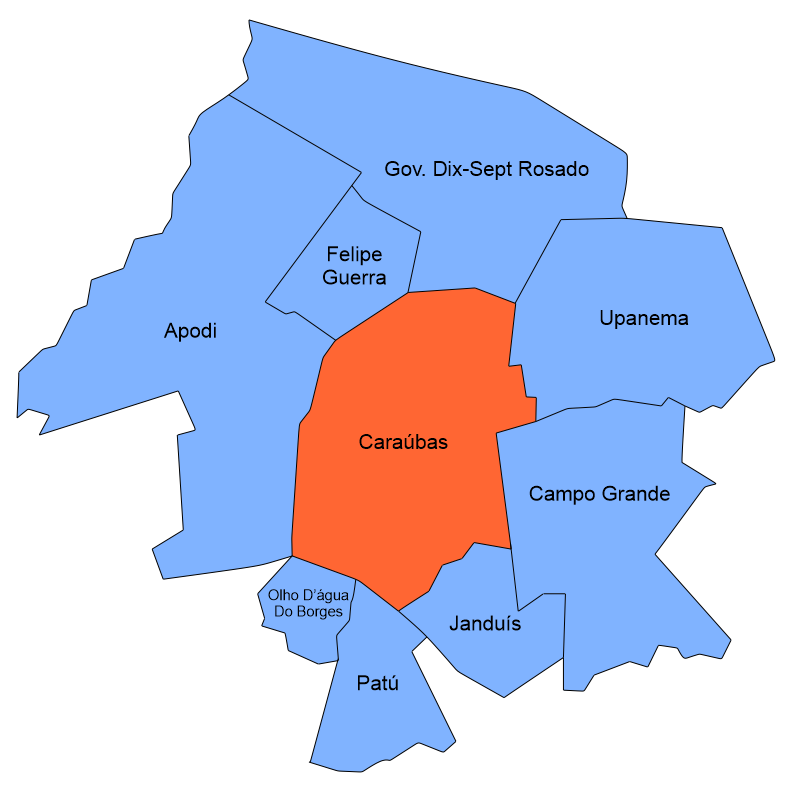
Caraúbas/RN e seus municípios vizinhos

Os solos predominantes em Caraúbas e suas características principais são: Latossolo Vermelho Amarelo Eutrófico - fertilidade média a alta, textura média, bem a fortemente drenado relevo plano, muito profundas e porosos. Solonchak Solonétzico - alta sanilidade, textura indiscriminada, imperfeitamente a mal drenado, relevo plano.
Solos Aluviais Eutróficos - fertilidade natural alta, textura argilo/arenosa, argilosa ou arenosa, medianamente profundos, imperfeitamente a moderadamente drenados, relevo plano..
No município predomina a caatinga hiperxerófila, vegetação de caráter mais seco, com abundância de cactáceas e plantas de porte mais baixo e espalhadas. Entre outras especieis destacam-se a jurema-preta, mufumbo, marmeleiro, xique-xique e facheiro. 'Carnaubal', vegetação natural onde a espécie predominante é a palmeira, a carnaúba. Os carnaubais são espaçados e iluminados. Vegetação Halófila - constituídas por plantas que toleram viver em solo com alta concentração de sais, geralmente são espécies herbáceas e rasteiras carnaubais..

### Clima
Caraúbas possui um clima muito quente e semiárido. De acordo com dados da Empresa de Pesquisa Agropecuária do Rio Grande do Norte (EMPARN), que possui dados pluviométricos da cidade desde 1910, indicam que o maior acumulado de chuva registrado em 24 horas ocorreu em 16 de janeiro de 1912, com 165 mm, seguido por 161 mm em 6 de maio de 1952 e 140,4 mm em 1° de abril de 1965. O recorde de mês mais chuvoso da série histórica pertence a abril de 1985, com 596,8 mm. O ano de 1985 também apresentou o maior acumulado anual, chegando a 1 841,2 mm, enquanto 1919 foi o mais seco, com apenas 106,3 mm.  Desde outubro de 2018, quando entrou em operação uma estação meteorológica automática da EMPARN no município, a menor temperatura registrada em Caraúbas foi de 19,4 °C em 22 de julho de 2020 e a maior alcançou 40,2 °C em 17 de dezembro de 2021..
No dia 8 de abril de 2023 o município registrou um acumulado em 24 horas de 128,1 milímetros que acarretou na destruição do trecho da RN 117 que liga os municípios de Caraúbas/RN e Olho D'água do Borges.
| Dados climatológicos para Caraúbas                                                              | Dados climatológicos para Caraúbas | Dados climatológicos para Caraúbas | Dados climatológicos para Caraúbas | Dados climatológicos para Caraúbas | Dados climatológicos para Caraúbas | Dados climatológicos para Caraúbas | Dados climatológicos para Caraúbas | Dados climatológicos para Caraúbas | Dados climatológicos para Caraúbas | Dados climatológicos para Caraúbas | Dados climatológicos para Caraúbas | Dados climatológicos para Caraúbas | Dados climatológicos para Caraúbas |
| Mês                                                                                             | Jan                                | Fev                                | Mar                                | Abr                                | Mai                                | Jun                                | Jul                                | Ago                                | Set                                | Out                                | Nov                                | Dez                                | Ano                                |
| ----------------------------------------------------------------------------------------------- | ---------------------------------- | ---------------------------------- | ---------------------------------- | ---------------------------------- | ---------------------------------- | ---------------------------------- | ---------------------------------- | ---------------------------------- | ---------------------------------- | ---------------------------------- | ---------------------------------- | ---------------------------------- | ---------------------------------- |
| Temperatura máxima recorde (°C)                                                                 | 39,1                               | 39,6                               | 36,8                               | 35,5                               | 34,9                               | 35,8                               | 37,7                               | 37,5                               | 38,9                               | 39,9                               | 40,1                               | 40,2                               | 40,2                               |
| Temperatura mínima recorde (°C)                                                                 | 21,1                               | 21,7                               | 21,4                               | 22,4                               | 21,5                               | 19,8                               | 19,4                               | 20,1                               | 21,4                               | 21                                 | 22,5                               | 21,6                               | 19,4                               |
| Precipitação (mm)                                                                               | 69,9                               | 94,2                               | 162,5                              | 159,6                              | 94                                 | 40,4                               | 24,8                               | 7                                  | 2                                  | 3,4                                | 5,6                                | 18,6                               | 682                                |
| Fonte: EMPARN (médias de precipitação: 1910-2020; recordes de temperatura: 16/10/2018-presente) |                                    |                                    |                                    |                                    |                                    |                                    |                                    |                                    |                                    |                                    |                                    |                                    |                                    |

## Economia
A economia Caraubense consiste nos setores primário, secundário e terciário sendo os dois últimos predominantes no município. No ano de 2021 a cidade apresentou um PIB per capita de R$ 18.149,44 . De janeiro a novembro de 2023, foram registradas 450 admissões formais e 330 desligamentos, resultando em um saldo de 120 novos trabalhadores. Este desempenho é superior ao do ano passado, quando o saldo foi de -94.. Assiduamente aos sábados, é realizada a Feira Livre, onde vários feirantes montam suas barracas e estande para ofertar a população variados produtos dentre eles legumes, frutas, gêneros alimentícios, calçados, itens artesanais, vestuários e variadas outras coisas que movimentam a economia local principalmente a rural..
A cidade conta com três estabelecimentos bancários, com uma agência do Banco do Brasil, uma agência do Banco Bradesco. e uma Casa Lotérica com serviços da Caixa Econômica Federal.

## Educação
O município conta com diversas instituições de ensino público e privado, tanto da rede municipal como da estadual.. A cidade ainda conta com um campus da Universidade Federal Rural do Semi-Árido - UFERSA. A Universidade foi a segunda extensão universitária implantada através do Programa de Reestruturação e Expansão das Instituições Federais de Ensino. A unidade começou a funcionar no dia 16 de agosto de 2010 com 100 alunos matriculados inicialmente, por meio do SISU (Sistema de Seleção Unificado), para o curso de Ciência e Tecnologia.. 
No ano de 2021 conforme dados do IBGE, Caraúbas tinha um IDEB de 4,6 anos iniciais e 4,2 anos finais.
Abaixo está a tabela com os estabelecimentos de ensino públicos e privados do município de Caraúbas/RN...
| Posição | Escolas                                                                 | Endereço                                          | Bairro                         | Tipo           | Modalidade                                                                              |
| ------- | ----------------------------------------------------------------------- | ------------------------------------------------- | ------------------------------ | -------------- | --------------------------------------------------------------------------------------- |
| 1º      | Escola Estadual Antônio Carlos                                          | Praça Aproniano Martins de Sá, 65                 | Centro                         | Rede Estadual  | Ensino Fundamental                                                                      |
| 2º      | Escola Estadual Prof. Lourenço Gurgel Oliveira                          | Rua Profª Valdelice Gurgel do Amaral, 365, Centro | Centro                         | Rede Estadual  | Ensino Fundamental, Ensino Médio, Educação Profissional e Educação de Jovens e Adultos. |
| 3º      | Escola Estadual Profª. Maria Silvia de V. Câmara                        | Rua Pedro Câmara , S/N.                           | Leandro Bezerra                | Rede Estadual  | Ensino Fundamental                                                                      |
| 4º      | Unidade III Aproniano Martins De Sá                                     | Sitio Miranda                                     | Zona Rural.                    | Rede Municipal | Educação Infantil                                                                       |
| 5º      | Escola Municipal Francisco De Paula Pessoa Filho                        | Sitio Cachoeira                                   | Zona Rural                     | Rede Municipal | Ensino Fundamental, Ensino Médio, Educação Profissional e Educação de Jovens e Adultos. |
| 6º      | Centro Municipal de Ensino Infantil Gizelda Fernandes Soares            | Rua Pelágio Guerra, 199                           | Alto Da Liberdade              | Rede Municipal | Ensino Infantil                                                                         |
| 7º      | Escola Municipal Gregório Batista De Morais                             | Sitio Apanha Peixe, S/N Prox. A Igreja.           | Zona Rural                     | Rede Municipal | Educação Infantil, Ensino Fundamental                                                   |
| 8º      | Escola Municipal Jonas Gurgel                                           | Rua Prof. Lourenço Gurgel, 52                     | Leandro Bezerra                | Rede Municipal | Ensino Fundamental, Educação de Jovens e Adultos                                        |
| 9º      | Escola Municipal Josué De Oliveira                                      | Rua Alfredo Alves de Azevedo, S/N                 | Dr. Sebastião Maltês Fernandes | Rede Municipal | Educação Infantil, Ensino Fundamental                                                   |
| 10º     | Unidade XVIII Manoel Praxedes Pimenta                                   | Sítio Dois Irmão, S/N                             | Zona Rural                     | Rede Municipal | Ensino Fundamental                                                                      |
| 11º     | Unidade XIX Maximiano Sales de Oliveira                                 | Sítio Pedrês                                      | Zona Rural                     | Rede Municipal | Educação Infantil, Ensino Fundamental                                                   |
| 12º     | Unidade XXII Pedro Júlio do Nascimento                                  | Sítio Km 101                                      | Zona Rural                     | Rede Municipal | Educação Infantil, Ensino Fundamental                                                   |
| 13º     | Escola Municipal Profº Francisco de Acaci Viana                         | Sítio Mariana                                     | Zona Rural (Região da Várzea)  | Rede Municipal | Educação Infantil, Ensino Fundamental                                                   |
| 14º     | Unidade XXV Profª Isabel Dina                                           | Sítio Livramento                                  | Zona Rural                     | Rede Municipal | Educação Infantil, Ensino Fundamental                                                   |
| 15º     | Unidade XXVII Sebastião Pinto de Queiroz                                | Galho do Angico                                   | Zona Rural                     | Rede Municipal | Ensino Fundamental                                                                      |
| 16º     | Escola Municipal Manasses Braga Vieira                                  | Sítio Santo Antônio                               | Zona Rural                     | Rede Municipal | Educação Infantil, Ensino Fundamental                                                   |
| 17º     | Unidade XXVIII Ubaldo Fernandes Pimenta                                 | Sitio Abderramant                                 | Zona Rural                     | Rede Municipal | Educação Infantil, Ensino Fundamental                                                   |
| 18º     | Unidade XXV Zacarias De Sales Arco Verde                                | Sítio Boágua                                      | Zona Rural                     | Rede Municipal | Educação Infantil, Ensino Fundamental                                                   |
| 19º     | Instituto Nossa Sr.ª Perpétuo Socorro                                   | Leovegildo Fernandes Pimenta, 344                 | Sebastião Maltês Fernandes     | Rede Privada   | Educação Infantil, Ensino Fundamental                                                   |
| 20º     | Centro Educacional Jussara Deanny De Moraes Cruz                        | Rua Francisco Xavier De Menezes, 230              | Centro                         | Rede Privada   | Educação Infantil, Ensino Fundamental                                                   |
| 21º     | Educandário Colégio e Curso                                             | Rua Francisco Martins De Miranda, 375             | Centro                         | Rede Privada   | Educação Infantil, Ensino Fundamental                                                   |
| 22º     | Centro Municipal De Ensino Infantil Monsenhor Raimundo Gurgel Do Amaral | Rua Joao Pessoa, 25                               | Centro                         | Rede Municipal | Educação Infantil                                                                       |
| 23º     | Jardim de Infância Hugolino D’Oliveira                                  | Praça São Sebastião, 100                          | Centro                         | Rede Municipal | Educação Infantil                                                                       |
| 24º     | Unidade XXI Prof.ª Nubia A. de Oliveira Ramos                           | Comunidade de São Geraldo                         | Zona Rural                     | Rede Municipal | Educação Infantil, Ensino Fundamental                                                   |
| 25º     | Escola Municipal Francisco De Souza Junior                              | Comunidade de Mirandas S/N                        | Zona Rural                     | Rede Municipal | Educação Fundamental, Educação de Jovens e Adultos                                      |
| 26º     | Centro Municipal de Ensino infantil Maria M. Rozendo                    | Rua Mafalda Natalina Da Conceição, S/N            | Leandro Bezerra                | Rede Municipal | Educação Infantil                                                                       |
| 27º     | Unidade II Antônio Vicente de Melo                                      | Sítio Pedra II                                    | Zona Rural                     | Rede Municipal | Ensino Fundamental, Educação Infantil                                                   |
| 28º     | Unidade XXXI Adilino Sena de Lima                                       | Sítio Xique-Xique                                 | Zona Rural                     | Rede Municipal | Educação Infantil, Ensino Fundamental                                                   |
| 29º     | Unidade X Francisco Gomes de Oliveira                                   | Sítio Língua de Vaca                              | Zona Rural                     | Rede Municipal | Educação Infantil, Ensino Fundamental                                                   |
| 30º     | Centro Municipal de Ensino Infantil Espaço da Alegria                   | PA de Santa Agostinha                             | Zona Rural                     | Rede Municipal | Educação Infantil                                                                       |
| 31º     | Escola Municipal Prof.ª Leônia Gurgel Fernandes de Azevedo              | Rua Jose Domingos Dos Santos, S/N                 | Alto Da Liberdade              | Rede Municipal | Ensino Fundamental                                                                      |

## Saúde
Segundo dados do Cadastro Nacional de Estabelecimentos de Saúde - CNES o município de Caraúbas conta com 21 estabelecimentos de Saúde, sendo que 14 delas são Unidade Básicas e Postos Saúde (UBS) que estão distribuídos entre zona urbana e rural do município. As unidades contam com atendimento básico em saúde. O município ainda conta com uma unidade do Centro de Atenção Psicossocial - CAPS modalidade 1, Um Centro de especialidades odontológicas - CEO, um polo de Academia de Saúde, um laboratório municipal de análises clínicas , e um Centro de Atenção ao Espectro Autista.
O município conta com um estabelecimento de Saúde pública estadual que é o Hospital Regional Dr. Aguinaldo Pereira da silva.. A unidade hospitalar tem sua classificação enquadrada nas categorias pequeno porte e média complexidade e, recebe atendimentos de urgência e emergência da região. Além do Município de Caraúbas, atende os municípios de Campo Grande, Janduís, Upanema, Olho-d'Água do Borges, Umarizal, Messias Targino, entre outros.
Atualmente o Hospital possui uma estrutura de 33 leitos, divididos em Suporte Ventilatório Pulmonar (1) Clínica Médica, masculino e feminino, (21); Obstetrícia Cirúrgica (3); Obstetrícia Clínica (3) e Clínica Pediátrica (5). Oferece também o serviço de pronto atendimento e serviços de apoio diagnóstico (Raios-X, Ultra-Sonografia e Laboratório de Análises Clínicas).

## Cultura e Turismo

### Festa de São Sebastião
No mês de Janeiro tradicionalmente acontece a festa do padroeiro da cidade, a Festa de São Sebastião (Caraúbas), 
as festividades ocorrem de 10 a 20 de janeiro e atrai pessoas de cidades circunvizinhas e de outros estados. A festa social esta em sua 17ª edição que conta com participação de vários artista e grupos regionais inclusive de renome nacional.

### Arraiá das Caraubeiras

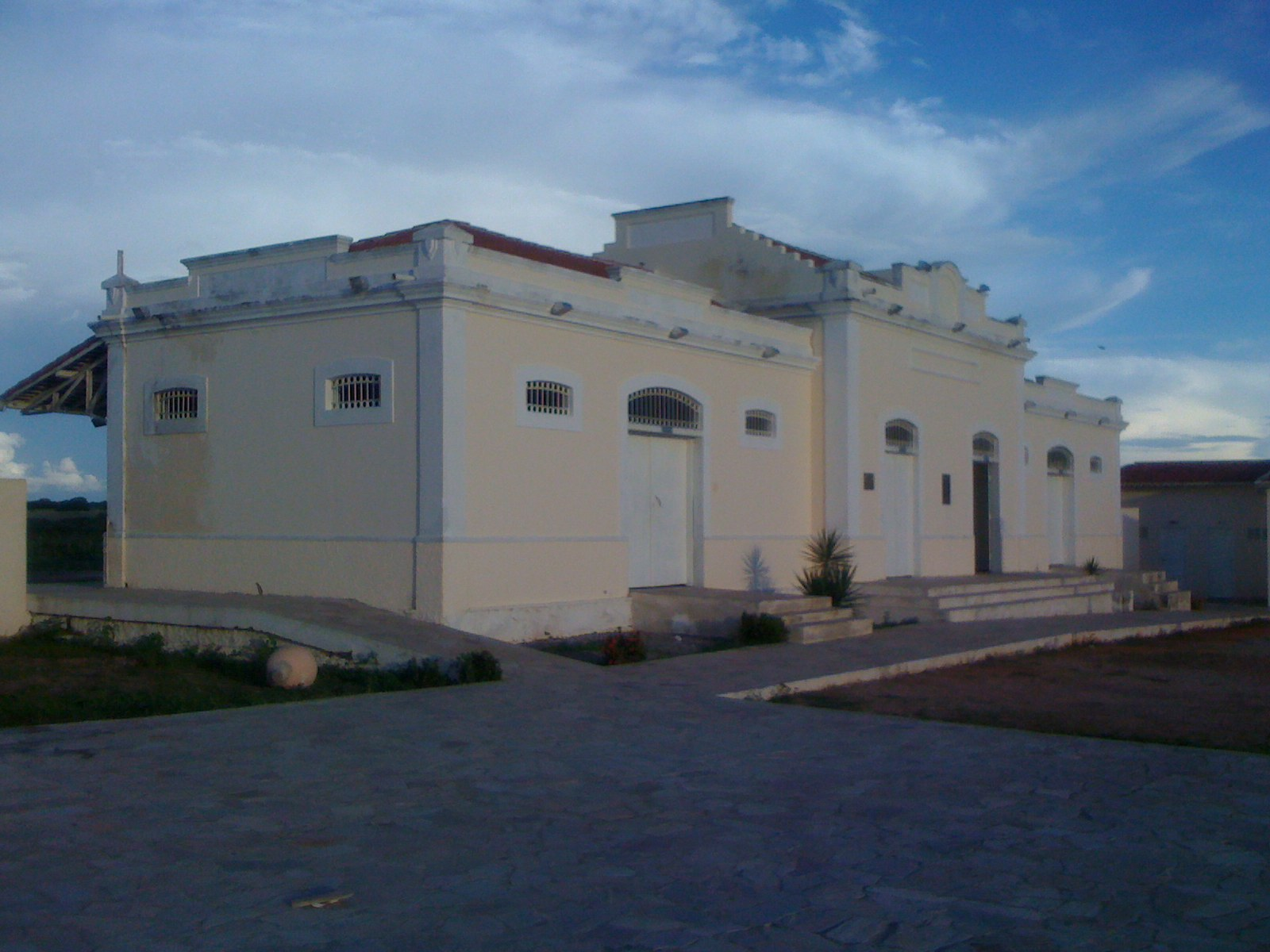
Casa da Cultura (antiga Estação Ferroviária).

Anualmente durante o mês de junho ocorre o "Arraiá das Caraubeiras" que tradicionalmente é aberto com um passeio de carroças pela cidade.. Durante todo mês são realizadas apresentações culturais de quadrilhas juninas e outros grupos nas dependências da Casa de Cultura Popular, Palácio “Manoel do Violão” que é sediada onde já foi um dia a estação ferroviária de Caraúbas. Na madrugada que antecede a noite de São João, acontece o "Quebrar da Barra" um bloco junino que sai pelas ruas da cidade em alusão as festividades juninas. As festividades integram o calendário cultural do município.

### Expoeste
Também ocorre a Exposição Agropecuária de Caraúbas (Expoeste), que acontece nas dependências do Saia Rodada Park Show, movimentando a economia local, atraindo diversas pessoas e criadores de estados vizinhos. A exposição geralmente ocorre no meses de junho ou julho, e já entrou para o calendário do circuito estadual de exposições agropecuárias e pesqueiras do Estado..

### Lagoa do Apanha Peixe
O município ainda conta com o a lagoa do Apanha-Peixe, que quando está  Com 70% da capacidade, é o reservatório com maior nível do Rio Grande do Norte, atraindo muitos visitantes locais de outras regiões. localizada em plena Chapada do Apodi. A Lagoa é uma das riquezas naturais de Caraúbas. Com suas águas calmas e cristalinas, torna-se o local perfeito para práticas de mergulho. A lagoa é cercada por uma vegetação exuberante, o que proporciona um cenário deslumbrante para os visitantes.

## Esporte e Lazer

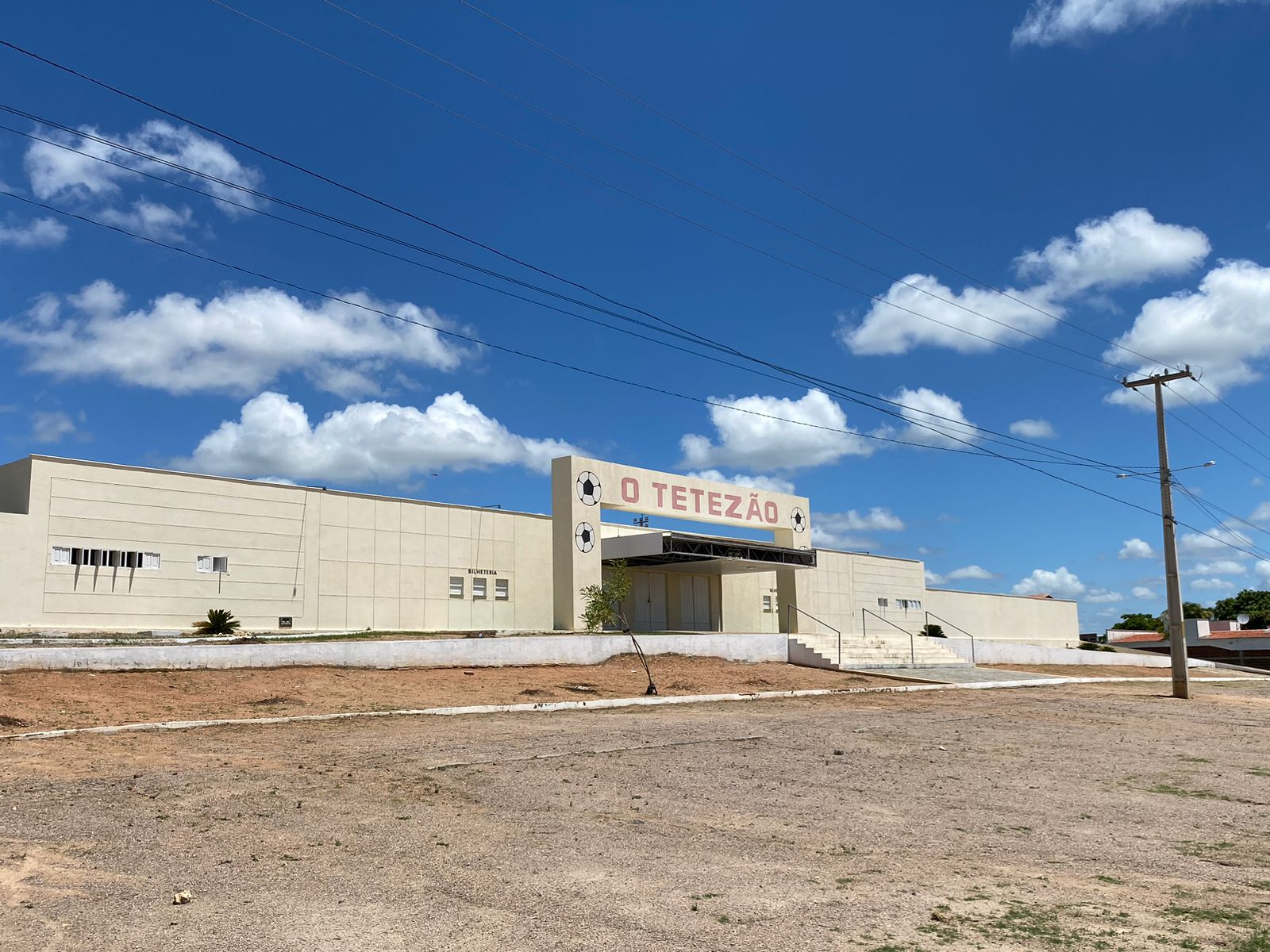
Estádio Municipal Cléto Fernandes de Oliveira Filho.

O município de Caraúbas/RN detém um estádio de pequeno porte com capacidade para 2 mil pessoas. O "Tetezão" como é carinhosamente chamado pela população, o nome veio em homenagem a Cléto Fernandes de Oliveira Filho, músico e jogador da cidade que fez sucesso no oeste do Rio Grande do Norte na década de 70. O estádio conta com vestiários, arquibancadas e espaço para lanchonete já recebeu jogos com jogadores importantes do futebol nacional, além de jogos realizados por times do município e região oeste.